# Manuel García Valinas
Manuel García Valinas (* 20. April 1955 in La Gudiña) ist ein ehemaliger spanischer Biathlet.
Manuel García Valinas nahm erstmals 1978 an den Biathlon-Weltmeisterschaften in Hochfilzen teil und erreichte den Rang 76 im Einzel, 80 im Sprint und mit Francisco Garcia, Alfredo Munoz und Francisco Hermoso Platz 21 im Staffelrennen. 1979 kamen in Ruhpolding Platz 78 im Einzel, 80 im Sprint und mit Francisco Hermoso, Francisco Canova und Sanches Pena Juan Platz 19 im Staffelrennen hinzu. Nachdem keine Spanier an den olympischen Biathlonwettbewerben 1980 teilgenommen hatten, kam García 1981 in Lahti erneut bei Weltmeisterschaften zum Einsatz. Im Sprint kam er auf den 69. Platz, mit Jose Vega, Cecilio Fernández und Francisco Carcia belegte der Spanier im Staffelrennen Rang 17. 1982 wurde er in Minsk 64. im Sprintrennen. Die Biathlon-Weltmeisterschaften 1983 wurden zur letzten WM. In Antholz lief García auf den 70. Platz im Einzel, wurde 68. im Sprint und mit Francisco Garcia, Cecilio Fernández und Jose Vega Staffel-18. Zum Abschluss und Höhepunkt der Karriere wurden die Olympischen Spiele 1984 in Sarajevo, wo García mit Cecilio Fernández als erste Spanier überhaupt und bis zur Teilnahme von Luis Alberto Hernando 2006 in Turin auch als letzte Spanier an olympischen Biathlonwettkämpfen teilnahmen. Sowohl im Sprint wie auch im Einzel wurde er 56. Er arbeitet für die Guardia Civil.